# Баурис, Элмар Алфредович
Элмар Алфредович Баурис (30 сентября 1918, Алуксне — 14 сентября 2019) — латвийский и советский хоккеист, нападающий.

## Биография
Начал играть в хоккей в возрасте восьми лет благодаря своему отцу-сапожнику, который сделал свои первые коньки из одного хоккейного и одного фигурного коньков. Старший брат также играл в хоккей.
В 1936 году Баурис попал в рижскую команду ЛСБ, где играл до 1940 года. Выступал за команду рижского дома Красной армии (1940/41), клуб US Riga (1941/42, 1945/46). Практически всю карьеру в чемпионате СССР провёл в «Динамо» / «Даугава» Рига (1946/47 — 1948/49, 1950/51 — 1956/57). В сезоне 1949/50 был в составе московского «Спартака», но из-за травмы правтически не играл.
После окончания хоккейной карьеры играл в футбол в команде Рижского хлебозавода. Занял 7 место в чемпионате Латвийской ССР по теннису.
Работал с молодёжными хоккейными командами, среди учеников — Андрис Буш, Евгений Линкевич, Харий Меллупс, Харальд Норитис, Юрис Репс, Карлис Ронис, Эдгар Розенберг, Арикс Витолиньш, Эвалдс Грабовскис и другие.
Скончался 14 сентября 2019 года в возрасте 100 лет.